# 8569 Mameli
8569 Mameli este un asteroid din centura principală de asteroizi.

## Descriere
8569 Mameli este un asteroid din centura principală de asteroizi. A fost descoperit pe 1 octombrie 1996 la Colleverde de Vincenzo Silvano Casulli. El prezintă o orbită caracterizată de o semiaxă mare de 2,23 ua, o excentricitate de 0,13 și o înclinație de 3,4° în raport cu ecliptica.